# Ona Anglada i Pujol
Ona Anglada i Pujol (Banyoles, 1994) és una comunicadora audiovisual i guionista catalana, coneguda per haver creat la sèrie de televisió Les de l'hoquei. Des del 12 d'abril de 2021 exerceix de presidenta d'Amnistia Internacional Catalunya.
Anglada es graduà en comunicació audiovisual a la Universitat Pompeu Fabra (UPF), i com a treball de fi de grau realitzà un projecte de sèrie televisiva, juntament amb Laura Azemar, Natàlia Boadas i Marta Vivet. Posteriorment, aquest fou presentat al concurs Pitching Audiovisual de 2016 i despertà l'interès de diverses productores, com Brutal Media, i s'acabà materialitzant amb la creació de Les de l'hoquei. En paral·lel seguí realitzant els seus estudis de comunicació a la UPF com a doctoranda.
A la XVII assemblea general de socis de l'organització no governamental Amnistia Internacional Catalunya, organitzada el cap de setmana del 10 i 11 d'abril de 2021, fou escollida presidenta de l'entitat. D'aquesta forma, el 12 d'abril prengué el relleu a María del Carmen Ramírez, que exercí el càrrec des de 2018. Segons el pla d'acció aprovat en sessió plenària, liderarà la lluita de l'entitat contra la vulneració dels drets humans vinculada a l'efecte de la pandèmia de COVID-19 a Catalunya i la reivindicació per la llibertat immediata dels presos polítics catalans Jordi Sànchez i Jordi Cuixart.